# Kosan (huyện)
Kosan (Hán Việt: Cao Sơn) là một huyện thuộc tỉnh Kangwon tại Cộng hòa Dân chủ Nhân dân Triều Tiên.
Địa hình của huyện chủ yếu là đồi núi, riêng phần trung tâm tạo thành một bồn địa. Điểm cao nhất của huyện là Chuaesan. Một số dòng suối chính trên địa bàn là Namdaechon, Ryongjiwonchon và Namsanchon. Huyện có tổng cộng 13 hồ chứa. Rừng chiếm khoảng 63,8% tổng diện tích của huyện.
Nền kinh tế Kosan phụ thuộc vào nông nghiệp với các loại cây trống như lúa gạo, ngô, kê, lúa mì, lúa mạch, đỗ tương, và đỗ đỏ. Huyện được biết đến vì là nơi trồng nhiều hoa quả. Ngành khai mỏ trên địa bàn huyện phát triển mạnh với các mỏ khai thác vàng, bạc đồng, quặng sắt, đá vôi, chì, kẽm, thạch cao và các loại khác. Ga Kosan nằm trên tuyến đường sắt Kangwon.
Năm 2008, dân số toàn huyện là 103.579 (48.481 nam và 55.098 nữ), trong đó dân số thành thị là 31.672 người (30,6%) và dân số nông thôn là 71.907 người (69,4%).